# Alexis Pinturault
Alexis Pinturault (Moûtiers, 20 de marzo de 1991) es un deportista francés que compite en esquí alpino; tres veces campeón mundial.

## Trayectoria
Participó en tres Juegos Olímpicos de Invierno, obteniendo tres medallas, bronce en Sochi 2014, en el eslalon gigante, y dos en Pyeongchang 2018, plata en la prueba combinada y bronce en eslalon gigante, y el quinto lugar en Pekín 2022 (equipo mixto).
Ganó ocho medallas en el Campeonato Mundial de Esquí Alpino entre los años 2015 y 2023.
En la Copa del Mundo consiguió 34 victorias y 77 podios en total. Ganó la clasificación general de la Copa del Mundo en 2021.
Es hijo de padre francés y madre noruega. Estudió el grado de Técnicas de Comercialización en el IUT de Annecy de la Universidad Saboya Mont Blanc. En 2014 fue nombrado caballero de la Orden Nacional del Mérito.

## Palmarés internacional
| Juegos Olímpicos   | Juegos Olímpicos                   | Juegos Olímpicos  | Juegos Olímpicos |
| Año                | Lugar                              | Medalla           | Prueba           |
| ------------------ | ---------------------------------- | ----------------- | ---------------- |
| 2014               | Sochi (Rusia)                      | Medalla de bronce | Eslalon gigante  |
| 2018               | Pyeongchang (Corea del Sur)        | Medalla de plata  | Combinada        |
| 2018               | Pyeongchang (Corea del Sur)        | Medalla de bronce | Eslalon gigante  |
| Campeonato Mundial |                                    |                   |                  |
| Año                | Lugar                              | Medalla           | Prueba           |
| 2015               | Vail/Beaver Creek (Estados Unidos) | Medalla de bronce | Eslalon gigante  |
| 2017               | Sankt Moritz (Suiza)               | Medalla de oro    | Equipo mixto     |
| 2019               | Åre (Suecia)                       | Medalla de oro    | Combinada        |
| 2019               | Åre (Suecia)                       | Medalla de bronce | Eslalon gigante  |
| 2021               | Cortina d'Ampezzo (Italia)         | Medalla de plata  | Combinada        |
| 2021               | Cortina d'Ampezzo (Italia)         | Medalla de bronce | Supergigante     |
| 2023               | Courchevel/Méribel (Francia)       | Medalla de oro    | Combinada        |
| 2023               | Courchevel/Méribel (Francia)       | Medalla de bronce | Supergigante     |